# Starkey (Hörgeräte)
Die Starkey Hearing Technologies Inc. ist ein US-amerikanischer Hersteller von Hörgeräten mit Hauptsitz in Eden Prairie.
Das Unternehmen betreibt weltweit 21 Fertigungsstätten und ist in 72 Ländern vertreten.
Starkey gehört zu den international fünf größten Hörgeräte-Herstellern.

## Unternehmen
Starkey ist ein privat geführtes, global tätiges Hörtechnik-Unternehmen mit Stammsitz in den Vereinigten Staaten. Es versorgte weltweit nach eigener Schätzung rund 40 Millionen Menschen mit Hörhilfen.

### Markt
Fünf Unternehmen beherrschen den internationalen Markt für Hörhilfen. Neben Starkey sind das Sivantos, William Demant, Sonova und GN ReSound. Dabei ist Starkey das einzige inhabergeführte Unternehmen mit einem Marktanteil im zweistelligen Prozentbereich.

### Marken
Das Unternehmen entwickelt, produziert und vertreibt Hörgeräte über fünf verschiedene Marken:
- Audibel
- NuEar
- MicroTech
- Starkey
- Telefunken

### Innovationen
Starkey hat die Branche mit einer Reihe maßgeblicher Innovationen beeinflusst. Bereits 1973 entwickelte das Unternehmen mit dem Modell CE-1 das erste maßgearbeitete Im-Ohr-Hörgerät. Während dieses Gerät noch im Außenohr saß, werden die 2010 präsentierten Soundlens-Systeme diskreter platziert: im zweiten Knick des Gehörgangs. Auch führte das Unternehmen als erstes PureWave zur Eliminierung von Rückkopplungen ein. Weitere wichtige Entwicklungen der vergangenen Jahre: die (wasserabweisenden) Nanobeschichtungen zum Schutz der Elektronik sowie verschiedene Sensortechniken, welche das Hören aktiv verbessern wie etwa eine automatische Hörsituationserkennung (Acoustic Scene Analyzer) und Störlärmunterdrückung (Voice iQ) etc.
Zudem wurde mit dem Einsatz der Drahtlos-Technologie das Hören bei Radio- und Fernsehsendungen signifikant verbessert ebenso das räumliche Hören dank Ear-to-Ear Kommunikation (Binaural Spatial Mapping). Inzwischen können Hörsysteme der Halo-Serie sogar mit iPhone und iPad interagieren.
Über einen spannenden Ansatz berichtet das Branchenmagazin „Hörakustik“ am 7. Januar 2014. Demnach entwickeln Forscher der Ohio State University in Zusammenarbeit mit Starkey einen neuartigen Algorithmus, der die Verständlichkeit von gesprochener Sprache in lauten Umgebungen erheblich erhöht.

### Auszeichnungen
Der Einsatz des US-amerikanischen Hörgeräteherstellers für besseres Hören wurde in den letzten Jahren mehrfach prämiert. Zuletzt erhielt im Mai 2014 das Modell „Xino Tinnitus“ eine Auszeichnung bei den Edison Awards und im April 2014 siegte „Halo“ beim Red Dot Design Award. 2010 wurde Jerry Ruzicka, Präsident von Starkey, von der Wirtschaftsprüfungsgesellschaft Ernst & Young zum Unternehmer des Jahres in der Kategorie Gesundheitswissenschaften gewählt.

## Geschichte
1967 gründete William F. Austin in Minnesota den „Professional Hearing Aid Service“. Zunächst war das nur ein umfassender Reparaturbetrieb, bald jedoch entwickelte Austin fortschrittliche Hörgeräte. Vier Jahre später kaufte Austin die Otoplastikfirma „Starkey Laboratories“ und behielt den Namen Starkey bei. Bereits seit Ende der 1990er-Jahre produziert das Unternehmen digitale Hörhilfen. Seit 2004 unterhält Starkey ein eigenes Forschungszentrum in Kalifornien.
Im Jahr 1981 kaufte Austin den deutschen Betrieb Willco Medizinische Apparate GmbH und gründete Starkey Germany. 1989 wird das Firmengebäude in Norderstedt neu gebaut. Es folgten Umzug der Fertigung, Entwicklungsabteilung, des Vertriebs und der Verwaltung. Seit 1999 ist Thorsten Quaas alleiniger Geschäftsführung der Starkey Germany. Er begann seine Laufbahn beim Unternehmen 1985 als Reparatur-Servicetechniker.

## Soziales Engagement
Die Starkey Hearing Foundation wurde 1973 von William F. Austin gegründet. Die Aufgaben der Stiftung: Förderung der Akzeptanz von Schwerhörenden und Hörhilfen in der Gesellschaft durch Unterstützung in der Hörgeräte-Entwicklung, Aufklärung und karitative Programme. Darüber hinaus verteilt die Stiftung weltweit Hörgeräte und Batterien an Menschen, die sich Hörhilfen nicht leisten können. Pro Jahr werden über 100.000 Hörgeräte bereitgestellt und angepasst. In den ersten 40 Jahren ihres Bestehens versorgte die Stiftung weltweit 1,6 Millionen Menschen mit Hörhilfen.
Viele Hörgeräteakustiker sowie Tausende freiwillige Helfer engagieren sich im Ehrenamt für die Starkey Hearing Foundation. Zu den prominentesten Unterstützern gehören die ehemaligen US-Präsidenten Bill Clinton, George W. Bush und Ronald Reagan sowie Showstars wie Sir Elton John, Lionel Richie und Ashton Kutcher.